# Peter Diem

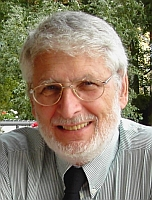
Peter Diem im Jahre 2008

Peter Diem (* 7. April 1937 in Wien) ist ein österreichischer Publizist, Medienwissenschaftler und Mitherausgeber des Austria-Forums.

## Leben
Peter Diem belegte ein Studium der Rechts- und Staatswissenschaften an der Universität Wien, das er mit dem Dr. iur. 1960 abschloss. Daneben studierte er noch Englisch (Akademischer Übersetzer 1958) und anschließend Politikwissenschaft an der Southern Illinois University, M.S. 1961. 1961/1962 leistete er den Militärdienst (Leutnant der Reserve in der Nachrichtentruppe) und absolvierte 1963 das Gerichtsjahr in Wien. Diem ist Mitglied der KÖStV Rudolfina Wien im Österreichischen Cartellverband.
Ab 1964 war er zunächst Bundes-Organisationsreferent und später Leiter der Abteilung Grundlagenforschung in der Bundesparteileitung der ÖVP.
1976 wurde Diem freiberuflich als Publizist tätig, 1977/78 als Buchmarktforscher und Übersetzer im Verlag Fritz Molden.
Ab Anfang 1979 beteiligte er sich am Aufbau der Abteilung Medienforschung des ORF. 1990 war die Einführung des elektronischen Zuseher-Messsystems Teletest. Drei Jahre lang blieb er Vorsitzender der Arbeitsgruppe der europäischen Rundfunkforscher Group of European Audience Researchers (GEAR). Er verfasste medienkundliche und auf Österreich bezogene Publikationen.
Nach der Pensionierung durch den ORF war er von 1999 bis 2012 Konsulent für Onlineforschung bei GfK Austria, vormals Fessel-GfK, und u. a. zuständig für den Aufbau der Onlineforschung in den GfK-Instituten in Mittel- und Osteuropa.
Zusammen mit Trautl Brandstaller und anderen setzte er sich über die überparteiliche Bürgerinitiative pro Austria für die Schaffung eines Hauses der Geschichte der Republik Österreich ein, das als Haus der Geschichte Österreich am 11. November 2018 in der Neuen Burg der Hofburg in Wien eröffnet wurde.
Zu Diems privaten Interessen zählen politische Symbole und Lexikografie. Er ist Mitherausgeber des Austria-Forums, das von Universitätsprofessor Hermann Maurer als Hauptherausgeber geleitet wird, sowie Herausgeber der plattform – HISTORIA des Plattform Martinek Verlag.
2022 wurde das Lebenswerk des Politologen in fünf Bänden veröffentlicht. Es gliedert sich in die Einzelbände Politik, Religion, Österreichkunde, Meinungsforschung und Essays.

## Auszeichnungen
- 2018: Berufstitel Professor[6]

## Werke
- Peter Diem, Heinrich Neisser: Zeit zur Reform – Parteireform, Parlamentsreform, Demokratiereform. Kurt Wedl, Melk/Wien 1969 (online im Austria-Forum).
- Peter Diem: Österreich und das Satellitenfernsehen. Die österreichische Rundfunklandschaft – ein Jahr vor 1984. In: Siegfried Ludwig, Charles Bohatsch (Hrsg.): Neue Medien. Informationsparadies oder elektronischer Sündenfall. Band 6. Sicherheit und Demokratie, Wien 1983, S. 78–90 (197 S.).
- Peter Diem: Die Hörfunk- und Fernsehforschung des ORF. In: Media Perspektiven, 10/83. 1983, S. 728–737.
- Peter Diem: Methoden und Ergebnisse pragmatischer Fernsehforschung. Ein Werkstattbericht der ORF-Medienforschung. In: Rundfunk und Fernsehen, 2/84. 1984, S. 221–229.
- Peter Diem: Die Praxis der ORF-Medienforschung. Quantitative und qualitative Programm- und Zuschauerforschung. In: Media Perspektiven, 9/93. 1993, S. 417–431.
- Peter Diem: Leistungsindikatoren für den öffentlich-rechtlichen Rundfunk. Versuch einer mehrdimensionalen Operationalisierung der Qualität von Fernsehsendungen. In: Media Perspektiven, 2/94. 1994, S. 67–71.
- Peter Diem: Die Symbole Österreichs. Kremayr & Scheriau, Wien 1995, ISBN 3-218-00594-9 (online im Austria-Forum).
- Peter Diem: Audience Research in Austria: History, Design and Recent Research Findings. In: Communications, 21 (2). 1996, S. 221–233 (englisch).
- Peter Diem, Michael Göbl, Eva Saibel: Die Wiener Bezirke: ihre Geschichte, ihre Persönlichkeiten, ihre Wappen. 2. Auflage. Perlen-Reihe, Wien 2003, ISBN 978-3-99006-009-4.
- Peter Diem, Anton Wladar: Kurt Regschek, Meister der Gegensätze. Austria-Forum / Molden, Wien, 2006, abgerufen am 17. Januar 2019.
- Peter Diem: Wilfried Daim. Querdenker zwischen Rot und Schwarz. Edition Steinbauer, Wien 2011, ISBN 978-3-902494-50-4 (online im Austria-Forum – mit einem Vorwort von Norbert Leser).
- Peter Diem: Leopold Guggenberger, der Bürgermeister. Hermagoras, Klagenfurt 2012, ISBN 978-3-7086-0688-0.
- Peter Diem: Tomáš G. Masaryk – Vom Reichsratsabgeordneten zum Gründer der Tschechoslowakischen Republik – Bericht über das MASARYK-SYMPOSIUM am 22. Juni 2017 in Wien. Plattform Historia, 22. Juni 2017, abgerufen am 20. Februar 2022.
- Manfried Welan, Peter Diem: Ihr Recht geht vom Volk aus. 100 Jahre österreichische Bundesverfassung. Staatssymbolik und Staatsziele. Plattform Johannes Martinek Verlag, Perchtoldsdorf 2021, ISBN 978-3-9504500-9-5.
- Peter Diem: Austria semper reformanda. Band 1 Politik. Band 2 Religion. Band 3 Österreichkunde. Band 4 Empirie. Band 5 Essays. plattform Historia. Wien, 2022.[8] (Inhaltsverzeichnis und -beschreibung aller Bände)
- Peter Diem: Der Stephansdom - seine weltliche und politische Symbolik. Hardcover bei Plattform Martinek-Verlag, Wien, 173 Seiten. Online bei NID Net-Interactive Documents, 2023, abgerufen am 6. Juli 2023 (Zusammenfassung, Präsentation Peter Diem, 22 Seiten).